# Nacho Ordín
Ignacio « Nacho » Ordín Barrabes, né le 4 janvier 1978, à Monzón, dans la province de Huesca, est un joueur espagnol de basket-ball. Il évolue au poste de meneur.

## Palmarès
- Vainqueur de la Supercoupe d'Espagne 2005